# Meridià 27 a l'oest
El meridià 27 a l'oest de Greenwich és una línia de longitud que s'estén des del pol Nord travessant l'oceà Àrtic, Groenlàndia, l'oceà Atlàntic, l'oceà Antàrtic, i l'Antàrtida fins al pol Sud.
El meridià 27 a l'oest forma un cercle màxim amb el meridià 153 a l'est. Com tots els altres meridians, la seva longitud correspon a una semicircumferència terrestre, uns 20.003,932 km. Al nivell de l'Equador, és a una distància del meridià de Greenwich de 3.006 km.

## De Pol a Pol
Començant en el pol Nord i dirigint-se cap al pol Sud, aquest meridià travessa:
| Coordenades                             | País, territori o mar            | Notes |
| --------------------------------------- | -------------------------------- | --- |
| 90° 0′ N, 27° 0′ O / 90.000°N,27.000°O  | Oceà Àrtic                       | |
| 83° 27′ N, 27° 0′ O / 83.450°N,27.000°O | Groenlàndia                      | Terra de Peary septentrional |
| 83° 9′ N, 27° 0′ O / 83.150°N,27.000°O  | Fiord Frederick E. Hyde          | |
| 83° 3′ N, 27° 0′ O / 83.050°N,27.000°O  | Groenlàndia                      | Terra de Peary meridional |
| 82° 11′ N, 27° 0′ O / 82.183°N,27.000°O | Fiord Independence (Groenlàndia) | |
| 82° 2′ N, 27° 0′ O / 82.033°N,27.000°O  | Groenlàndia                      | Continent i Terra de Milne |
| 68° 38′ N, 27° 0′ O / 68.633°N,27.000°O | Oceà Atlàntic                    | Passa a l'est de Terceira, Açores, Portugal (a 38° 42′ N, 27° 2′ O / 38.700°N,27.033°O) · Passa a l'est de l'illa Visokoi, Illes Geòrgia del Sud i Sandwich del Sud (a 56° 43′ S, 27° 4′ O / 56.717°S,27.067°O) · Passa a l'oest de l'illa Vindication, Illes Geòrgia del Sud i Sandwich del Sud (a 57° 6′ S, 26° 48′ O / 57.100°S,26.800°O) · Passa a l'oest d'illa Bristol, Illes Geòrgia del Sud i Sandwich del Sud (a 59° 2′ S, 26° 40′ O / 59.033°S,26.667°O) · Passa a l'est d'illa Bellingshausen, Illes Geòrgia del Sud i Sandwich del Sud (a 59° 26′ S, 27° 4′ O / 59.433°S,27.067°O) |
| 60° 0′ S, 27° 0′ O / 60.000°S,27.000°O  | Oceà Antàrtic                    | |
| 76° 0′ S, 27° 0′ O / 76.000°S,27.000°O  | Antàrtida                        | Antàrtida Argentina, reclamat per Argentina · Territori Antàrtic Britànic, reclamat per Regne Unit |